# Family Ski
Family Ski, noto come Family Ski World: We Ski in America e Giappone (o brevemente We Ski, "Noi sciamo", un gioco di parole dove la parola inglese "we" ha pronuncia simile a Wii), è il primo videogioco della serie Family Ski, pubblicato per Wii nel 2008. In questo gioco si usa solamente gli sci, invece in Family Ski & Snowboard, il suo sequel, si può usare anche lo snowboard.

## Modalità di gioco
Il gioco consiste nel prendere 160 stelle facendo diversi giochi come corse, slalom, fermate precise e prendendo bei voti nella pratica discesa di ogni pista più una segreta. Si puoi scegliere di sciare tra giorno e notte. Per imparare a sciare virtualmente si può fare la scuola di sci che ti spiega come sciare, a fare acrobazie, a rialzarti da cadute ecc. Nel gioco si possono usare diverse tecniche di sci come quella dello spazzaneve e quella di "Weddell", che serve a non cadere quando si praticano le "gobbe", cioè dei piccoli cunei arrotondati di neve.
Nel gioco la Wii Balance Board rappresenta gli sci e il Wii Remote e il Nunchuk le racchette. Il gioco può essere giocato anche senza Wii Balance Board.
Le piste a disposizione per sciare sono:
- Lion Peak
- Camel Hump
- Bear Claw
- Eagle Sight
- Elephant Stage
- Owl's Nest
- Deer Steep
- Wolf Hill
- Dolphin Park
- Shark Skinn
- Snake Pass
- Rabbit Road
- Fox Way
- Yeti's Domain (pista segreta)

In totale sono 13 piste più una pista segreta, e quindi 14 piste.
Per poter sciare su queste piste bisogna andare su "Pista Libera" e scegliere il proprio Mii e sciare.

## Album
Durante lo svolgimento del gioco si possono trovare due fotografi che si chiamano "Oro flash" e "Argento flash", Oro flash si chiama così perché ha i capelli biondi come l'oro, lui ti scatta delle fotografie quando sei in movimento e sceglie lui la posizione, Argento flash si chiama così perché è vecchio e ha i capelli grigi come l'argento, lui ti scatta le fotografie da fermo e la posizione la potrai scegliere tu, entro un limite di tempo. Questi fotografi ti scatteranno delle foto che poi si salveranno nell'Album, che si trova nella schermata principale del menù. Family ski supporta la WiiConnect24, le immagini si possono salvare nella bacheca Wii e poi inviarle ai vostri amici.

## Personaggi
Nel gioco ci sono in totale 200 personaggi diversi, tra Mii e degli animali come la volpe, la scimmia di montagna, il cervo e lo Yeti (creatura mitologica che si pensi viva nell'Himalaya). Una cosa importante da ricordare è che i Mii non possono usare il berretto al contrario degli "Avatar" che sono dei personaggi preimpostati nel gioco.

## Happy Ski Resort
"Happy Ski Resort" è il nome dell'impianto sciistico presente nel gioco. Ad un certo punto del gioco si può persino incontrare il direttore generale dell'impianto che ti spiega alcune cose. Nell'impianto ci sono anche gli skilift, su cui si può comodamente sedersi e guardare il panorama mentre si sale su per l'impianto sciistico. Si può anche evitare di usare gli skilift perché se si vuole spostarsi più velocemente basta andare nella mappa generale e scegliere la pista su cui andare.

## Spin-Off
"Family Ski" è stato lo spin-off del videogioco Go Vacation, creato dalla stessa marca, dove si potranno svolgere molte più attività.

## Voti
Ogni volta che scendi una pista prendi un voto che può essere:
- D
- C
- B
- A
- S
- S+

D è il minimo voto, quello massimo è S+ (Super +). Si ottengono diverse stelle se in ogni pista si aumenta la propria valutazione. Per finire il gioco bisogna aver S+ in tutte le piste compresa quella segreta. Per ottenere S+ bisogna fare moltissime curve, scendere velocemente, fare acrobazie e non perdere tempo.

## Recensioni
Il gioco ha ricevuto il 66% dei voti e critiche positive ed il 34% negative. Il gioco ha venduto oltre 1,2 milioni di copie in tutto il mondo. Quasi tutte le critiche negative lo sono perché i comandi per il gioco sono scomodi da giocare ed infatti verranno migliorati in Family ski & snowboard.